# Fritz Albert Lipmann
Fritz Albert Lipmann (12 tháng 6 năm 1899 – 24 tháng 7 năm 1986) là một nhà hóa sinh người Đức - Mỹ gốc Do Thái, người đồng phát hiện ra coenzyme A và đã đoạt giải Nobel Sinh lý và Y khoa (chung với Hans Adolf Krebs) năm 1953 cho công trình nghiên cứu này.

## Cuộc đời và Sự nghiệp
Lipmann sinh ở Königsberg, Đức trong một gia đình Do Thái. Ông học y học ở các Đại học Königsberg, Đại học Berlin, Đại học München và tốt nghiệp năm 1924 ở Đại học Berlin.
Ông trở lại Đại học Königsberg để nghiên cứu hóa học dưới sự hướng dẫn của giáo sư Hans Meerwein. Năm 1926 ông theo học Otto Fritz Meyerhof ở Kaiser Wilhelm Institute (Viện hoàng đế Wilhelm), Berlin, để làm luận án tiến sĩ. Sau đó, ông theo Meyerhof tới Viện nghiên cứu Y học Max Planck (Max Planck Institute for Medical Research) ở Heidelberg.
Từ năm 1939 ông sống và làm việc ở Hoa Kỳ. Từ năm 1949 tới năm 1957 ông là giáo sư môn hóa sinh ở Trường Y học Harvard (thuộc đại học Harvard). Từ năm 1957 trở đi, ông dạy học và nghiên cứu ở Đại học Rockefeller, thành phố New York.
Ngoài giải Nobel nói trên, ông cũng đoạt giải Humboldt và được thưởng Huân chương Khoa học Quốc gia (Mỹ) năm 1966.

## Gia đình
Lipmann kết hôn với Elfreda M. Hall năm 1931. Họ có một con trai, Steven.